# ジェイコブ・デグロム
- ジェイコブ・デグローム

ジェイコブ・アンソニー・デグロム（Jacob Anthony deGrom, 英語発音: /ˈʤeɪkəb ˈænθəni dəˈgrɑm/; 1988年6月19日 - ）は、アメリカ合衆国フロリダ州ボルーシャ郡デランド出身のプロ野球選手（投手）。右投左打。MLBのテキサス・レンジャーズ所属。愛称はデグロミネーター（deGrominator）。

## 経歴

### プロ入り前
大学2年生までは遊撃手で、2年生の終わり頃（2009年5月）に投手として初めて試合に出場した。

### プロ入りとメッツ時代
2010年のMLBドラフト9巡目（全体272位）でニューヨーク・メッツから指名され契約。この年は傘下のアパラチアンリーグのルーキー級キングスポート・メッツでプロデビュー。6試合に先発登板し、1勝1敗、防御率5.19だった。10月にトミー・ジョン手術を受けた。
2011年は手術の影響でシーズンを全休した。
2012年はA級サバンナ・サンドナッツで15試合に先発登板し、6勝3敗、防御率2.51だった。8月にA+級セントルーシー・メッツへ昇格。4試合に先発登板し、3勝0敗、防御率2.08だった。
2013年はA+級セントルーシー、AA級ビンガムトン・メッツ、AAA級ラスベガス・フィフティワンズでプレー。AAA級ラスベガスでは14試合に先発登板し、4勝2敗、防御率4.52だった。オフの11月20日にメッツとメジャー契約を結び、40人枠入りを果たした。
2014年3月14日にAAA級ラスベガスへ異動し、開幕をAAA級で迎えた。AAA級では7試合に先発登板し、4勝0敗、防御率2.58と好投。5月13日にメジャーへ昇格した。5月15日のニューヨーク・ヤンキース戦で先発起用されメジャーデビュー。7回を投げ、4安打1失点、6奪三振と好投したが、打線の援護がなく敗戦投手となった。その後は先発ローテーションに定着し、6月21日のマイアミ・マーリンズ戦で初勝利。7月は4勝を記録し、ナショナルリーグのルーキー・オブ・ザ・マンスに選出された。9月15日のマーリンズ戦で先発登板した試合では初回先頭打者から8者連続奪三振を記録し、ジム・デシェイズ（1986年）が持つ歴代最多タイ記録に並んだ。11月11日に新人王を受賞した。
2015年はバートロ・コローンに次ぐ先発2番手として開幕し、前半で9勝6敗、防御率2.14と好成績を残し、オールスターに初めて選出された。オールスターゲームでは6回表に5番手として登板し、わずか10球で三者連続三振を奪う圧巻の投球を見せた。この年は14勝（ナ・リーグ7位）を記録し、防御率2.54（同4位）、205奪三振（同8位）などと活躍し、チームの地区優勝に大きく貢献した。
2016年はマット・ハービー、コローンに次ぐ先発3番手として開幕した。7月17日のフィラデルフィア・フィリーズ戦、自身初の完投・完封を1安打、1四球、7奪三振、105球で記録した。9月の練習中に右肘の痛みを発症し、9月20日に同箇所の手術を受ける事が発表された為、そのままシーズン終了となった。離脱もあって、この年は24試合の先発登板で防御率3.04、7勝8敗、36四球、143奪三振という成績に留まった。
2017年はノア・シンダーガードに次ぐ先発2番手として開幕したが、シンダーガードが故障離脱したために実質的にエースとして投げることとなった。結果、自己最多の31試合の先発登板で初の200イニングを記録し、15勝10敗、防御率3.53、239奪三振という成績を記録した。
2018年は32試合に先発登板し、217.0イニング、防御率1.70、269奪三振のキャリアハイの成績を記録し、最優秀防御率のタイトルを獲得。勝ち星には恵まれず、10勝9敗に終わったが、サイ・ヤング賞を受賞。10勝でのサイ・ヤング賞受賞は先発として史上最少の勝利数であった。
2019年3月26日、メッツの投手では史上最高額となる5年総額1億3750万ドルで契約を延長した。オプションとして全球団トレード拒否権と2022年シーズン終了後に契約を破棄できるオプトアウト権、また2024年シーズンの契約の選択権を球団側が所持し、行使されれば最大で6年総額1億7000万ドルとなる。シーズンでは32試合の先発登板で11勝8敗、防御率2.43（ナ・リーグ2位）、255奪三振（同1位）成績を残し、最多奪三振のタイトルを獲得。オフには2年連続でサイ・ヤング賞に選出された。また、同年から新設されたオールMLBファーストチームの先発投手に選出された。
2020年はCOVID-19の影響で60試合の短縮シーズンとなった。12試合の先発登板で4勝2敗、104奪三振、防御率2.38を記録し、2年連続で最多奪三振のタイトルを獲得した。
オフに12月9日にオールMLBファーストチームの先発投手の1人として2年連続2度目の選出を果たした。
2021年5月3日に4月のピッチャー・オブ・ザ・マンスを受賞した。7月4日に選手間投票で通算4度目となるオールスターゲームに選出された。7月7日のブルワーズ戦でウィリー・アダメスから史上2番目に早い198試合目での通算1500奪三振を達成した。また、試合後に選出されていたオールスターゲームへの参加を休養を理由に辞退した。この登板までで15試合に先発登板して7勝2敗、防御率1.08と歴史的な快投を披露し、MVPやサイ・ヤング賞の候補にも挙がっていたが、右肘の故障のため残りのシーズンを欠場し、タイトル獲得はならなかった。
2022年は故障で前半戦を欠場。後半戦から復帰した。オフの11月7日にオプトアウトの権利を行使し、FAとなった。メッツからはクオリファイング・オファーを提示されたが、これを拒否した。

### レンジャーズ時代
2022年12月2日にテキサス・レンジャーズと5年総額1億8500万ドルの契約を結んだ。内訳は2023年が3000万ドル、2024年と2025年が4000万ドル、2026年が3800万ドル、2027年が3700万ドルとなる。また、2028年の契約は無保証の条件付きオプションとなり、行使された場合の総額は2億2200万ドルとなる。この他に、全球団に対するトレード拒否権も含まれる。12月8日に入団会見を行った。
2023年は6試合に先発登板して2勝0敗、防御率2.67という成績を残していたが、4月29日に右肘の張りで15日間の故障者リスト（IL）入りすると、6月5日には60日間のILへ移行。その直後、自身2度目となるトミー・ジョン手術を受ける予定であることが明かされ、2023年の残り試合は全休となった。
2024年9月13日のシアトル・マリナーズ戦で504日ぶりの登板を果たした。
2025年7月22日のアスレチックス戦で、6回1失点と好投し、試合も6-2で勝利。自身6年振りの2桁勝利を達成した。

## 選手としての特徴
スリークォーターから投じる最速102mph（約164km/h）・平均98-99mph（約157-159km/h）のフォーシームに加え、平均91-92mph（約146-148km/h）のスライダーが投球の約80%を占める。そこに91mph（約146km/h）前後のチェンジアップを織り交ぜ、奪三振の山を築くパワーピッチャー。ごく稀にカーブを投じる。
好投しながらも勝ち星に恵まれない事が多く、2018年シーズンは防御率1.70を記録しながら10勝に留まり、自責点1以下に抑えながらも勝利投手の権利がつかなかった試合が12試合あった。

## 詳細情報

### 年度別投手成績
| 年 度     | 球 団     | 登 板 | 先 発 | 完 投 | 完 封 | 無 四 球 | 勝 利 | 敗 戦 | セ 丨 ブ | ホ 丨 ル ド | 勝 率 | 打 者 | 投 球 回 | 被 安 打 | 被 本 塁 打 | 与 四 球 | 敬 遠 | 与 死 球 | 奪 三 振 | 暴 投 | ボ 丨 ク | 失 点 | 自 責 点 | 防 御 率 | W H I P |
| --------- | --------- | ----- | ----- | ----- | ----- | -------- | ----- | ----- | -------- | ----------- | ----- | ----- | -------- | -------- | ----------- | -------- | ----- | -------- | -------- | ----- | -------- | ----- | -------- | -------- | ------- |
| 2014      | NYM       | 22    | 22    | 0     | 0     | 0        | 9     | 6     | 0        | 0           | .600  | 565   | 140.1    | 117      | 7           | 43       | 2     | 1        | 144      | 1     | 0        | 44    | 42       | 2.69     | 1.14    |
| 2015      | NYM       | 30    | 30    | 0     | 0     | 0        | 14    | 8     | 0        | 0           | .636  | 751   | 191.0    | 149      | 16          | 38       | 2     | 2        | 205      | 6     | 0        | 59    | 54       | 2.54     | 0.98    |
| 2016      | NYM       | 24    | 24    | 1     | 1     | 0        | 7     | 8     | 0        | 0           | .467  | 604   | 148.0    | 142      | 15          | 36       | 0     | 3        | 143      | 4     | 0        | 53    | 50       | 3.04     | 1.20    |
| 2017      | NYM       | 31    | 31    | 1     | 0     | 0        | 15    | 10    | 0        | 0           | .600  | 827   | 201.0    | 180      | 28          | 59       | 5     | 2        | 239      | 7     | 0        | 87    | 79       | 3.53     | 1.19    |
| 2018      | NYM       | 32    | 32    | 1     | 0     | 1        | 10    | 9     | 0        | 0           | .526  | 835   | 217.0    | 152      | 10          | 46       | 3     | 5        | 269      | 2     | 0        | 48    | 41       | 1.70     | 0.91    |
| 2019      | NYM       | 32    | 32    | 0     | 0     | 0        | 11    | 8     | 0        | 0           | .579  | 804   | 204.0    | 154      | 19          | 44       | 1     | 7        | 255      | 2     | 0        | 59    | 55       | 2.43     | 0.97    |
| 2020      | NYM       | 12    | 12    | 0     | 0     | 0        | 4     | 2     | 0        | 0           | .667  | 268   | 68.0     | 47       | 7           | 18       | 0     | 0        | 104      | 4     | 0        | 21    | 18       | 2.38     | 0.96    |
| 2021      | NYM       | 15    | 15    | 1     | 1     | 1        | 7     | 2     | 0        | 0           | .778  | 324   | 92.0     | 40       | 6           | 11       | 0     | 1        | 146      | 0     | 0        | 14    | 11       | 1.08     | 0.55    |
| 2022      | NYM       | 11    | 11    | 0     | 0     | 0        | 5     | 4     | 0        | 0           | .556  | 239   | 64.1     | 40       | 9           | 8        | 0     | 0        | 102      | 0     | 0        | 22    | 22       | 3.08     | 0.75    |
| 2023      | TEX       | 6     | 6     | 0     | 0     | 0        | 2     | 0     | 0        | 0           | 1.000 | 115   | 30.1     | 19       | 2           | 4        | 0     | 0        | 45       | 1     | 0        | 11    | 9        | 2.67     | 0.76    |
| 2024      | TEX       | 3     | 3     | 0     | 0     | 0        | 0     | 0     | 0        | 0           | ----  | 44    | 10.2     | 11       | 1           | 1        | 0     | 1        | 14       | 0     | 0        | 2     | 2        | 1.69     | 1.13    |
| MLB：11年 | MLB：11年 | 218   | 218   | 4     | 2     | 2        | 84    | 57    | 0        | 0           | .596  | 5376  | 1367.0   | 1051     | 120         | 308      | 13    | 22       | 1666     | 27    | 0        | 420   | 383      | 2.52     | 0.99    |

- 2024年度シーズン終了時
- 各年度の太字はリーグ最高

### 年度別守備成績
| 年 度 | 球 団 | 投手（P） | 投手（P） | 投手（P） | 投手（P） | 投手（P） | 投手（P） |
| 年 度 | 球 団 | 試 合     | 刺 殺     | 補 殺     | 失 策     | 併 殺     | 守 備 率  |
| ----- | ----- | --------- | --------- | --------- | --------- | --------- | --------- |
| 2014  | NYM   | 22        | 6         | 20        | 0         | 4         | 1.000     |
| 2015  | NYM   | 30        | 17        | 32        | 0         | 3         | 1.000     |
| 2016  | NYM   | 24        | 14        | 21        | 2         | 2         | .946      |
| 2017  | NYM   | 31        | 6         | 25        | 1         | 1         | .969      |
| 2018  | NYM   | 32        | 21        | 23        | 1         | 2         | .978      |
| 2019  | NYM   | 32        | 24        | 17        | 1         | 0         | .976      |
| 2020  | NYM   | 12        | 7         | 8         | 0         | 0         | 1.000     |
| 2021  | NYM   | 15        | 6         | 7         | 0         | 0         | 1.000     |
| 2022  | NYM   | 11        | 5         | 1         | 0         | 0         | 1.000     |
| 2023  | TEX   | 6         | 1         | 1         | 0         | 0         | 1.000     |
| 2024  | TEX   | 3         | 0         | 1         | 0         | 0         | 1.000     |
| MLB   | MLB   | 218       | 107       | 156       | 5         | 12        | .981      |

- 2024年度シーズン終了時
- 各年度の太字はリーグ最高

### タイトル
- 最優秀防御率：1回（2018年）
- 最多奪三振：2回（2019年、2020年）

### 表彰
- サイ・ヤング賞：2回（2018年、2019年）
- 新人王（2014年）
- ピッチャー・オブ・ザ・マンス：1回（2021年4月）
- プレイヤー・オブ・ザ・ウィーク：3回（2014年7月22日 - 28日、2015年6月2日 - 8日、2017年6月12日 - 18日）
- ルーキー・オブ・ザ・マンス：2回（2014年7月・9月）
- オールMLBチーム
  - ファーストチーム（先発投手）：2回（2019年、2020年）

### 記録
- MLBオールスターゲーム選出：3回（2015年、2018年、2019年）
- 通算1500奪三振（2021年7月7日）[18]

### 背番号
- 48（2014年 - ）